# Aldert van Bruggen
Aldert Pieter Jan van Bruggen (Ternaard, 21 juli 1925 – Den Helder, 4 mei 1980) was een Nederlands politicus van de VVD.
Hij werd geboren als zoon van een H.R. van Bruggen (1897-1964) die toen als eerste ambtenaar ter secretarie werkzaam was bij de gemeente Westdongeradeel en later gemeentesecretaris van Emmen en burgemeester van Dalfsen zou worden. Zelf is A.P.J. van Bruggen afgestudeerd in de rechten aan de Rijksuniversiteit Groningen en was later werkzaam als repetitor staats- en bestuursrecht. In 1952 ging hij in Den Haag werken bij het ministerie van Buitenlandse Zaken waar hij het in 1958 bracht tot chef van de afdeling vreemdelingenzaken. In 1962 werd hij directeur van het kabinet van de gouverneur van de Nederlandse Antillen. In augustus van dat jaar overleed waarnemend gouverneur Christiaan Winkel waarop Van Bruggen tijdelijk diens functie waarnam. In 1963 verliet hij Curaçao alweer en keerde hij terug naar Nederland waar hij in juni 1964 benoemd werd tot burgemeester van Delfzijl. In maart 1973 volgde zijn benoeming tot burgemeester van Den Helder. In 1980 overleed Van Bruggen tijdens dat burgemeesterschap op 54-jarige leeftijd aan een hersenbloeding.